# Episcada carcinia
Episcada carcinia är en fjärilsart som beskrevs av William Schaus 1902. Episcada carcinia ingår i släktet Episcada och familjen praktfjärilar. Inga underarter finns listade i Catalogue of Life.